# Jennison Heaton
Jennison Heaton (New Haven, Estats Units d'Amèrica 1904 - Burlingame 1971) fou un esportista estatunidenc especialitzat en esports d'hivern.

## Biografia
Va néixer el 16 d'abril de 1904 a la ciutat de New Haven, població situada a l'estat estatunidenc de Connecticut. Fou germà del també esportista i medallista olímpic John Heaton i cunyat del també medallista Billy Fiske.
Morí a la seva residència de Burlingame, població situada a l'estat de Califòrnia, el 6 d'agost de 1971.

## Carrera esportiva
Especialista en esports d'hivern, en els Jocs Olímpics d'Hivern de 1928 realitzats a Sankt Moritz (Suïssa) participà en les proves de skeleton i bobsleigh, aconseguint la medalla d'or en la primera d'elles i la medalla de plata en la segona.